# Лифановский сельсовет
Лифановский сельсовет (Ольявидовский сельсовет) — упразднённая административно-территориальная единица, существовавшая на территории Московской губернии и Московской области до 1958 года.
Ольявидовский сельсовет был образован в первые годы советской власти. По данным 1918 года он входил в состав Тимоновской волости Дмитровского уезда Московской губернии. Параллельно в то же время был образован Лифановский сельсовет, упразднённый в 1923 году путём присоединения к Тимошкинскому с/с, который в том же году был присоединён к Ольявидовскому с/с.
В 1924 году Ольявидовский с/с был переименован в Тимошкинский сельсовет, но уже в 1925 году переименован обратно в Ольявидовский.
По данным 1926 года в состав Ольявидовского сельсовета входили село Ольявидово, деревни Акулово, Головково, Михеево, Сухарево, Тимошкино и фабрика Лифаново.
В 1929 году Ольявидовский с/с был отнесён к Дмитровскому району Московского округа Московской области.
17 июля 1939 года к Ольявидовскому с/с были присоединены селения Ковригино, Носково и Тимоново упразднённого Тимоновского с/с.
10 апреля 1953 года селение Ольявидово было передано из Ольявидовского с/с в Слободищевский с/с.
14 июня 1954 года центром сельсовета стало селение Лифаново, а сам сельсовет переименован в Лифановский сельсовет.
27 августа 1958 года Лифановский с/с был упразднён. При этом его селения Акулово, Лифаново, Михеево, Сухарево и Тимошкино были переданы в Слободищевский с/с, а Ковригино, Носково и Тимоново — в Якотский с/с.